# Jagdgeschwader 7
7-я истребительная эскадра «Новотны» (нем. Jagdgeschwader 7 «Nowotny», (JG7)) — эскадра истребителей люфтваффе. Получила своё название в честь прославленного лётчика-аса Вальтера Новотны, командира Команды Новотны, на основе которой была и сформирована эскадра.
JG7 оказалась единственной эскадрой Люфтваффе, которую успели полностью оснастить реактивными истребителями. Своё происхождение часть вела от сформированной осенью 1944 года команды «Новотны». В конце 1944 года сформировали штаб эскадры, расположенный в Берлине, и две боевых группы: I./JG7 и III./JG7. Личный состав полка набрали из II./JG3, III./ZG26 и группы испытателей (Erprobungskommando) Лехфельд. В феврале 1945 года из опытных пилотов I./JG5 была сформирована группа II./JG7. Эскадра противостояла бомбардировочной авиации союзников, но в последние дни войны была срочно переброшена на фронт и даже участвовала в атаках на сухопутные силы противника. JG7 уничтожила около 500 самолетов противника. В конце войны эскадра дислоцировалась на аэродромах вокруг Праги и в Баварии.

## Состав эскадры

### Geschwaderkommodoren (командиры эскадры)
| командир                       | период                           | примечания |
| ------------------------------ | -------------------------------- | ---------- |
| Подполковник Иоханнес Штейнхоф | 1 декабря 1944 — 26 декабря 1944 |            |
| майор Теодор Вейсенбергер      | 1 января 1945 — 8 мая 1945       |            |
| и. о. майор Рудольф Зиннер     | 19 февраля 1945 — март 1945      |            |

### Gruppenkommandeure I./JG7 (командиры группы I./JG7)
| командующий                     | период                                    | примечания                  |
| ------------------------------- | ----------------------------------------- | --------------------------- |
| гауптман Герхард Бекер          | август — 25 ноября 1944 года              | назначен командиром II./JG3 |
| майор Теодор Вейсенбергер       | 25 ноября 1944 года — 14 января 1945 года | назначен командиром эскадры |
| майор Эрих Рудорфер             | 14 января — 4 апреля 1945 года            |                             |
| и. о. обер-лейтенант Фриц Штэле | апрель — 10 апреля 1945 года              |                             |
| майор Вольфганг Шпэте           | апрель — 8 мая 1945 года                  |                             |

### Gruppenkommandeure II./JG7 (командиры группы II./JG7)
| командующий          | период                        | примечания |
| -------------------- | ----------------------------- | ---------- |
| ?                    | ?                             |            |
| майор Герман Штайгер | 12 января 1945 — февраль 1945 |            |
| гауптман Буркхард    | февраль 1945 — апрель 1945    |            |
| майор Ганс Клемм     | 15 апреля 1945 — 8 мая 1945   |            |

### Gruppenkommandeure III./JG7 (командиры группы III./JG7)
| командующий             | период                           | примечания |
| ----------------------- | -------------------------------- | ---------- |
| майор Эрих Хохаген      | 19 ноября 1944 — 26 декабря 1944 |            |
| майор Рудольф Зиннер    | 1 января 1945 — 4 апреля 1945    |            |
| гауптман Иоханес Науман | 5 апреля 1945 — 8 мая 1945       |            |

### Gruppenkommandeure IV./JG7 (командиры группы IV./JG7)
| командующий                | период                  | примечания |
| -------------------------- | ----------------------- | ---------- |
| оберст-лейтенант Гейнц Бэр | 3 мая 1945 — 8 мая 1945 |            |